# Xingsheng (socken i Kina, Heilongjiang, lat 44,87, long 127,06)
Xingsheng (kinesiska: 兴盛, 兴盛乡) är en socken i Kina. Den ligger i provinsen Heilongjiang, i den nordöstra delen av landet, omkring 100 kilometer söder om provinshuvudstaden Harbin.
Genomsnittlig årsnederbörd är 908 millimeter. Den regnigaste månaden är juli, med i genomsnitt 199 mm nederbörd, och den torraste är januari, med 8 mm nederbörd.